# Épisodes de Terra Nova
Cet article présente les épisodes de la série télévisée américaine Terra Nova.

## Généralités
Le 8 juillet 2011, la chaîne américaine a annoncé que la série sera composée de treize épisodes. Le 12 octobre 2011, la Fox a annoncé la date de diffusion des deux derniers épisodes pour le 19 décembre 2011 d'une durée de deux heures, formant un double épisode.
En Belgique, la série est diffusée en version originale sous-titrée depuis le 29 septembre 2011 sur Be 1.
La diffusion francophone en France est diffusée à partir du 19 janvier 2012 sur Canal+ et depuis le 27 octobre 2012 sur M6, et au Québec depuis le 26 juin 2012 sur AddikTV.
En Suisse et en Belgique (en version française), la série est diffusée depuis le 29 juillet 2012 sur RTL TVI.

## Synopsis
En 2149, la vie sur la planète Terre est menacée d'extinction à cause de la pollution rendant l'air irrespirable. La végétation a presque complètement disparu.
Au hasard d'une expérience, des scientifiques créent une porte spatio-temporelle permettant d'envoyer hommes et matériel 85 millions d'années en arrière, à la fin du Crétacé, mais dans une chronologie alternative (évitant ainsi les paradoxes temporels), ce qui offre une chance de survie à l'humanité.
La famille Shannon (le père Jim, sa femme Elizabeth et leurs enfants Josh, Maddy et Zoé) rejoignent la dixième expédition de colons vers Terra Nova, la première colonie humaine de l'autre côté du passage. Une nouvelle vie commence pour les Shannon. Ils devront affronter toutes sortes de problèmes dont les plus dangereux ne sont pas forcément les dinosaures ; ils auront notamment affaire aux classes Six, un groupe dissident de colons du sixième pèlerinage…

## Distribution

### Acteurs principaux
- Jason O'Mara (VF : Jean-Pascal Quilichini) : James « Jim » Shannon
- Shelley Conn (VF : Véronique Desmadryl) : Dr Elisabeth Shannon
- Christine Adams (VF : Magali Barney) : Mira
- Allison Miller (VF : Caroline Pascal) : Skye « Godiche » (Bucket en VO) Alexandria Tate
- Landon Liboiron (VF : Hervé Grull) : Josh Shannon
- Naomi Scott (VF : Chloé Berthier) : Maddy Shannon
- Alana Mansour (VF : Roxane Peter) : Zoe Shannon
- Rod Hallett (de) (VF : Guillaume Lebon) : Dr Malcolm Wallace
- Stephen Lang (VF : Philippe Catoire) : Commandant Nathaniel Taylor

### Acteurs récurrents
- Simone Kessell (VF : Marie Zidi) : lieutenant Alicia « Wash » Washington (12 épisodes)
- Dean Geyer (VF : Antoine Schoumsky) : Mark Reynolds (12 épisodes)
- Damien Garvey (en) (VF : Jean-Jacques Nervest) : Tom Boylan (8 épisodes)
- Damian Walshe-Howling (VF : Sam Salhi) : Billy Carter (7 épisodes)
- Emelia Burns (VF : Olivia Luccioni) : Reilly (7 épisodes)
- Peter Lamb (VF : Stéphane Bazin) : Casey Durwin (6 épisodes)
- Matthew Scully (VF : Gaël Zaks) : Dunham (6 épisodes)
- Ashley Zukerman (VF : Alexandre Gillet) : Lucas Taylor (5 épisodes)
- Sam Parsonson (en) (VF : Romain Redler) : Hunter Boyce (4 épisodes)
- Romy Poulier (VF : Fily Keita) : Kara (4 épisodes)
- Carmel Rose : Nurse Ogawa (4 épisodes)
- Caroline Brazier (en) : Deborah Tate (4 épisodes)
- Aisha Dee (VF : Anouck Hautbois) : Tasha (épisodes 1 et 2)
- Mido Hamada (en) (VF : Nessym Guetat) : Guzman (épisodes 1 et 2)
- Eka Darville (VF : Pascal Grull) : Max (épisodes 1, 2 et 4)
- Jay Ryan (VF : Mathias Kozlowski) : Tim Curran (épisodes 6, 8 et 11)

## Épisodes
1. Le Nouveau Monde : Première partie
2. Le Nouveau Monde : Deuxième partie
3. Instinct de vie
4. Syndrome amnésique
5. La Fugitive
6. Force de loi
7. Black-out
8. Trompeuses apparences
9. L'Arbre aux secrets
10. À visage découvert
11. La Guerre est déclarée
12. L'Occupation : Première partie
13. La Rébellion : Deuxième partie

### Épisode 1:Le Nouveau Monde: Première partie
- États-Unis /  Canada : 26 septembre 2011 sur Fox / Citytv
- Belgique :
  - 29 septembre 2011 sur Be 1 en VOSTFr[3],[7]
  - 29 juillet 2012 sur RTL-TVI[8]
- France : 
  - 1er décembre 2011 sur Canal+ en VOSTFr[9]
  - 19 janvier 2012 sur Canal+ en VF[10],[11]
  - 27 octobre 2012 sur M6
- Québec : 26 juin 2012 sur AddikTV
- Suisse : 25 août 2012 sur RTS Un

- États-Unis : 9,35 millions de téléspectateurs[12] (première diffusion)
- Canada : 1,414 million de téléspectateurs[13] (première diffusion)
- Belgique : 391 800 téléspectateurs[14] (première diffusion)
- France : 3,1 millions de téléspectateurs[15] (deuxième diffusion)

- Simone Kessell (Alicia Washington)
- Dean Geyer (Mark Reynolds)
- Damian Walshe-Howling (Carter)
- Eka Darville (Max)
- Sam Parsonson (Hunter)
- Aisha Dee (Tasha)
- Romy Poulier (Kara)
- Pacharo Mzembe (Alvarez)
- Leon Cain (le patient)
- Robert Preston (Drake)
- Jason Chong (Arthur Chang)
- Skylah Harris Li-Wah (Zoe jeune)
- Summah Harris Li-Wah (Zoe jeune)
- Mikhael Wilder (Bracco)

### Épisode 2:Le Nouveau Monde: Deuxième partie
- États-Unis /  Canada : 26 septembre 2011 sur Fox / Citytv
- Belgique : 
  - 29 septembre 2011 sur Be 1 en VOSTFR[3]
  - 29 juillet 2012 sur RTL-TVI[8]
- France : 
  - 1er décembre 2011 sur Canal+ en VOSTFR[9]
  - 19 janvier 2012 sur Canal+ en VF[11]
  - 27 octobre 2012 sur M6
- Québec : 3 juillet 2012 sur AddikTV

- États-Unis : 9,08 millions de téléspectateurs[12] (première diffusion)
- Canada : 1,414 million de téléspectateurs[13] (première diffusion)
- Belgique : 407 700 téléspectateurs[14] (première diffusion)
- France : 3,1 millions de téléspectateurs[15] (deuxième diffusion)

- Simone Kessell (Alicia Washington)
- Dean Geyer (Reynolds)
- Robert Preston (Drake)
- Jason Chong (Arthur Chang)
- Damian Walshe-Howling (Carter)
- Eka Darville (Max)
- Sam Parsonson (Hunter)
- Mikhael Wilder (Bracco)
- Pacharo Mzembe (Alvarez)
- Aisha Dee (Tasha)
- Romy Poulier (Kara)
- Leon Cain (le patient)

### Épisode 3:Instinct de vie
- États-Unis /  Canada : 3 octobre 2011 sur Fox / Citytv
- Belgique : 
  - 6 octobre 2011 sur Be 1 en VOSTFR[3]
  - 5 août 2012 sur RTL-TVI[8]
- France : 
  - 19 janvier 2012 sur Canal+[11]
  - 27 octobre 2012 sur M6
- Québec : 10 juillet 2012 sur AddikTV

- États-Unis : 8,73 millions de téléspectateurs[16] (première diffusion)
- Canada : 1,232 million de téléspectateurs[17] (première diffusion)
- Belgique : 373 600 téléspectateurs[18] (première diffusion)
- France : 3,06 millions de téléspectateurs[15] (deuxième diffusion)

- Ross Price (Fish Filleter)
- Yves Chapand (Scientist)
- Byron Brochmann (Tower Guard)
- Mikhael Wilder (Gillers)
- Louis Toshio Okada (Lt. Okuda)
- Nicholas G. Cooper (Robert Stanley)
- Peter Lamb (Casey Durwin),
- Simone Kessell (Lt. Alicia Washington)

### Épisode 4:Syndrome amnésique
- États-Unis /  Canada : 10 octobre 2011 sur Fox / Citytv
- Belgique : 
  - 13 octobre 2011 sur Be 1 en VOSTFR[3]
  - 5 août 2012 sur RTL-TVI[8]
- France : 
  - 26 janvier 2012 sur Canal+[11]
  - 3 novembre 2012 sur M6
- Québec : 17 juillet 2012 sur AddikTV

- États-Unis : 7 millions de téléspectateurs[19] (première diffusion)
- Belgique : 344 500 téléspectateurs[18] (première diffusion)
- France : 2,53 millions de téléspectateurs[20] (deuxième diffusion)

- Vienna Bostock (Infirmière à l'accueil)
- Anna Lise Phillips (Teresa)
- Terrence Mullings (Brady)
- Eka Darville (Max)
- Sam Parsonson (Hunter)
- Alex Pinder (Dr Jonathan Guagenti)
- Damien Garvey (Tom Boylan)
- Damian Walshe-Howling (Carter)
- Dean Geyer (Mark Reynolds)
- Simone Kessell (Lt. Alicia Washington)
- Rod Hallett (Dr Malcolm Wallace)

### Épisode 5:La Fugitive
- États-Unis /  Canada : 17 octobre 2011 sur Fox / Citytv
- Belgique : 
  - 20 octobre 2011 sur Be 1 en VOSTFR[3]
  - 12 août 2012 sur RTL-TVI[8]
- France : 
  - 26 janvier 2012 sur Canal+[11]
  - 3 novembre 2012 sur M6
- Québec : 24 juillet 2012 sur AddikTV

- États-Unis : 8,31 millions de téléspectateurs[21] (première diffusion)
- Canada : 1,118 million de téléspectateurs[22] (première diffusion)
- Belgique : 274 000 téléspectateurs[23] (première diffusion)
- France : 2,48 millions de téléspectateurs[20] (deuxième diffusion)

- Rod Hallett (Dr Malcolm Wallace)
- Jo Christiaans (Selena McMillen)
- Simone Kessell (Lt. Alicia Washington)
- Byron Brochmann (Garde)
- Morgana Davies (Leah Marcos)
- Dean Geyer (Mark Reynolds)
- Damian Walshe-Howling (Carter)
- Peter Lamb (Casey Durwin)
- Terrence Mullings (Brady)
- Matthew Scully (Dunham)
- Emelia Burns (Reilly)
- Deshay Padayachey (Rajib Swarup)
- Nicholas G. Cooper (Robert Stanley)
- Angus Freer (Sam Marcos)

### Épisode 6:Force de loi
- États-Unis /  Canada : 31 octobre 2011 sur Fox / Citytv
- Belgique :
  - 3 novembre 2011 sur Be 1 en VOSTFR
  - 12 août 2012 sur RTL-TVI[8]
- France : 
  - 2 février 2012 sur Canal+[11]
  - 3 novembre 2012 sur M6
- Québec : 31 juillet 2012 sur AddikTV

- États-Unis : 6,59 millions de téléspectateurs[24] (première diffusion)
- Belgique : 295 800 téléspectateurs[23] (première diffusion)
- France : 2,36 millions de téléspectateurs[20] (deuxième diffusion)

- Alice Parkinson (Rebecca Milner)
- Steve Rodgers (Howard Milner)
- Peter Lamb (Casey Durwin)
- Damien Garvey (Tom Boylan)
- Dean Geyer (Mark Reynolds)
- Simone Kessell (Lt. Alicia Washington)
- Rod Hallett (Dr Malcolm Wallace)
- Jay Ryan (Curran)

### Épisode 7:Black-out
- États-Unis /  Canada : 7 novembre 2011 sur Fox / Citytv
- Belgique :
  - 10 novembre 2011 sur Be 1 en VOSTFR
  - 19 août 2012 sur RTL-TVI[8]
- France : 
  - 2 février 2012 sur Canal+[11]
  - 10 novembre 2012 sur M6
- Québec : 7 août 2012 sur AddikTV

- États-Unis : 7,75 millions de téléspectateurs[25] (première diffusion)
- Belgique : 313 800 téléspectateurs[26] (première diffusion)
- France : 2,76 millions de téléspectateurs[27] (deuxième diffusion)

- Robert Reitano (Sixer Runner)
- Carmel Rose (Infirmière Ogawa)
- Emelia Burns (Reilly)
- Sam Parsonson (Hunter)
- Ashley Zukerman (Lucas Taylor)
- Damian Walshe-Howling (Carter)
- Damien Garvey (Tom Boylan)
- Dean Geyer (Mark Reynolds)
- Simone Kessell (Lt. Alicia Washington)
- Rod Hallett (Dr Malcolm Wallace)

### Épisode 8:Trompeuses apparences
- États-Unis /  Canada : 14 novembre 2011 sur Fox / Citytv
- Belgique :
  - 17 novembre 2011 sur Be 1 en VOSTFR
  - 19 août 2012 sur RTL-TVI[8]
- France : 
  - 9 février 2012 sur Canal+[11]
  - 10 novembre 2012 sur M6
- Québec : 14 août 2012 sur AddikTV

- États-Unis : 7,01 millions de téléspectateurs[28] (première diffusion)
- Belgique : 331 300 téléspectateurs[26] (première diffusion)
- France : 2,65 millions de téléspectateurs[27] (deuxième diffusion)

- Robert Reitano (Sixer)
- Robert Coleby (Ken Horton/Andrew Fickett)
- Simone Kessell (Lt. Alicia Washington)
- Lizzie Ballinger (Enseignante)
- Rod Hallett (Dr Malcolm Wallace)
- Trent Huen (Patron)
- Scott Wittman (Willy)
- Romy Poulier (Kara)
- Damien Garvey (Tom Boylan)
- Jay Ryan (Curran)

### Épisode 9:L'Arbre aux secrets
- États-Unis /  Canada : 21 novembre 2011 sur Fox / Citytv
- Belgique :
  - 24 novembre 2011 sur Be 1 en VOSTFR
  - 26 août 2012 sur RTL-TVI[8]
- France : 
  - 9 février 2012 sur Canal+[11]
  - 10 novembre 2012 sur M6
- Québec : 21 août 2012 sur AddikTV

- États-Unis : 6,5 millions de téléspectateurs[29] (première diffusion)
- Belgique : 418 600 téléspectateurs[30] (première diffusion)
- France : 2,59 millions de téléspectateurs[27] (deuxième diffusion)

- Angus Freer (Sam Marcos)
- Levi Miller (General Philbrick)
- Stephen Leeder (General Philbrick)
- Emelia Burns (Reilly)
- Matthew Scully (Dunham)
- Morgana Davies (Leah Marcos)
- Ashley Zukerman (Lucas Taylor)
- Damien Garvey (Tom Boylan)
- Dean Geyer (Mark Reynolds)
- Simone Kessell (Lt. Alicia Washington)
- Jay Ryan (Curran)

### Épisode 10:À visage découvert
- États-Unis /  Canada : 28 novembre 2011 sur Fox / Citytv
- Belgique :
  - 1er décembre 2011 sur Be 1 en VOSTFR
  - 26 août 2012 sur RTL-TVI[8]
- France : 
  - 16 février 2012 sur Canal+[11]
  - 17 novembre 2012 sur M6
- Québec : 28 août 2012 sur AddikTV

- États-Unis : 7,19 millions de téléspectateurs[32] (première diffusion)
- Belgique : 414 100 téléspectateurs[30] (première diffusion)
- France : 2,4 millions de téléspectateurs[33] (deuxième diffusion)

- Caroline Brazier (Deborah)
- Matthew Scully (Dunham)
- Emelia Burns (Reilly)
- Robert Reitano (Sixer Runner)
- Ngoc Phan (Soldat)
- Rod Hallett (Dr Malcolm Wallace)

### Épisode 11:La Guerre est déclarée
- États-Unis /  Canada : 12 décembre 2011 sur Fox / Citytv
- Belgique :
  - 15 décembre 2011 sur Be 1 en VOSTFR
  - 2 septembre 2012 sur RTL-TVI[8]
- France : 
  - 16 février 2012 sur Canal+[11]
  - 17 novembre 2012 sur M6
- Québec : 4 septembre 2012 sur AddikTV

- États-Unis : 6,88 millions de téléspectateurs[34] (première diffusion)
- Belgique : 399 200 téléspectateurs[35] (première diffusion)
- France : 2,4 millions de téléspectateurs[33] (deuxième diffusion)

- Damien Garvey (Boylan)
- Rod Hallett (Dr Malcolm Wallace)
- Dean Geyer (Mark Reynolds)
- Damian Walshe-Howling (Carter)
- Ashley Zukerman (Lucas Taylor)
- Jay Ryan (Curran)
- Caroline Brazier (Deborah)
- Peter Lamb (Casey Durwin)
- Matthew Scully (Dunham)
- Emelia Burns (Reilly)
- Carmel Rose (Infirmière Ogawa)

### Épisode 12:L'Occupation: Première partie
- États-Unis /  Canada : 19 décembre 2011 sur Fox / Citytv
- Belgique :
  - 22 décembre 2011 sur Be 1 en VOSTFR
  - 2 septembre 2012 sur RTL-TVI[8]
- France : 
  - 23 février 2012 sur Canal+[11]
  - 24 novembre 2012 sur M6
- Québec : 11 septembre 2012 sur AddikTV

- États-Unis : 7,24 millions de téléspectateurs[36] (première diffusion)
- Belgique : 356 300 téléspectateurs[35] (première diffusion)
- France : 2,36 millions de téléspectateurs[37] (deuxième diffusion)

- Rohan Nichol (Weaver)
- Ashley Zukerman (Lucas Taylor)
- Damien Garvey (Boylan)
- Caroline Brazier (Deborah)
- Peter Lamb (Casey Durwin)
- Matthew Scully (Dunham)
- Emelia Burns (Reilly)
- Romy Poulier (Kara)
- Carmel Rose (Ogawa)
- Chris Hillier (Peter Cameron)
- Liz Buchanan (Frannie Cameron)
- Ethan Prosper (Cameron Boy)
- Wade Boyes (Phoenix Soldier)

### Épisode 13:La Rébellion - Deuxième partie
- États-Unis /  Canada : 19 décembre 2011 sur Fox / Citytv
- Belgique :
  - 22 décembre 2011 sur Be 1 en VOSTFR
  - 2 septembre 2012 sur RTL-TVI[8]
- France : 
  - 23 février 2012 sur Canal+[11]
  - 24 novembre 2012 sur M6
- Québec : 18 septembre 2012 sur AddikTV

- États-Unis : 7,24 millions de téléspectateurs[36] (première diffusion)
- Belgique : 328 400 téléspectateurs[35] (première diffusion)
- France : 2,4 millions de téléspectateurs[37] (deuxième diffusion)

- Simone Kessell (Lt. Alicia Washington)
- Chris Betts (Granger)
- Dean Geyer (Mark Reynolds)
- Chris Hillier (Peter Cameron)
- Liz Buchanan (Frannie Cameron)
- Mark Reynolds (Lucas Taylor)
- Damien Garvey (Boylan)
- Ethan Prosper (Cameron Boy)
- Peter Lamb (Casey Durwin)
- Rohan Nichol (Weaver)
- Caroline Brazier (Deborah)